# Sendeturm Söhrewald

## Geschichte und Beschreibung
Der Sendeturm Söhrewald ist ein ehemaliger Grundnetzsender für Fernsehen. Er befindet sich zwischen den Gemeinden Wellerode und Eschenstruth südöstlich von Kassel. Bei ihm handelt es sich um einen 148 Meter hohen Typenturm, der 1962 bis 1963 erbaut wurde. Er gehört zum seltenen Typ D, von dem nur fünf Exemplare gebaut wurden. Der obere Teil des Turms wurde 2006 abgetragen.
Bis 1986 wurden von hier die Programme ZDF und Hessen 3 zur Versorgung Nordhessens ausgestrahlt. Nach dem Neubau des Fernmeldeturms Habichtswald und der Aufschaltung beider Programme auf dem Hohen Meißner waren diese Frequenzen überflüssig, sodass sie an die Privatsender RTL Television und Sat.1 abgegeben wurden.
Der Sender Söhrewald wurde nach der Umstellung der Ausstrahlung von analog auf das DVB-T-System nicht weiterbetrieben. Mit der Einführung von DVB-T2 HD für die terrestrische Verbreitung von Fernsehprogrammen wurde der Standort für die stadtnahe Versorgung des Raumes Kassel reaktiviert.

## Frequenzen und Programme

### Digitales Fernsehen (DVB-T2)
Am 8. November 2017 wurde der Regelbetrieb von DVB-T2 HD in Nordhessen aufgenommen. Es werden die Programme der ARD (hr-Mux), des ZDF sowie das kommerzielle Angebot von freenet TV (in Irdeto verschlüsselt) im HEVC-Videokodierverfahren und in Full-HD-Auflösung gesendet. Die DVB-T2 HD-Ausstrahlungen vom Sender Kassel-Söhrewald sind im Gleichwellenbetrieb (Single Frequency Network) mit anderen Sendestandorten.
Alle kursiv dargestellten Sender sind verschlüsselt und nur über die DVB-T2 HD-Plattform freenet TV empfangbar.
| Kanal | Frequenz (MHz) | Multiplex                                                | Programme im Multiplex | ERP (kW) | Antennendiagramm rund (ND)/ gerichtet (D) | Polarisation horizontal (H) / vertikal (V) | Modulationsverfahren | FEC | Guardintervall | Bitrate (MBit/s) | Gleichwellennetz (SFN)                                         |
| ----- | -------------- | -------------------------------------------------------- | --- | -------- | ----------------------------------------- | ------------------------------------------ | -------------------- | --- | -------------- | ---------------- | -------------------------------------------------------------- |
| 46    | 674            | ARD Digital (hr)                                         | - Das Erste HD - Phoenix HD - arte HD - tagesschau24 HD - one HD | 10       | D                                         | V                                          | 64-QAM (16k-Modus)   | 1/2 | 19/128         | 18,34            | Kassel-Söhrewald, Hoher Meißner, Habichtswald                  |
| 29    | 538            | ARD regional (hr) Nord                                   | - hr-fernsehen HD - MDR Thüringen HD - NDR FS NDS HD - SWR RP HD - WDR HD Köln | 10       | D                                         | V                                          | 64-QAM (16k-Modus)   | 3/5 | 19/128         | 22,00            | Kassel-Söhrewald, Hoher Meißner, Habichtswald, Rimberg         |
| 35    | 586            | Substream 0: ZDF (ZDFmobil) Substream 1: MEDIA BROADCAST | Substream 0: - ZDF HD - ZDFinfo HD - zdf_neo HD - 3sat HD - KiKA HD Substream 1: - freenet.TV connect                                                                                                | 10       | D                                         | V                                          | 64-QAM (16k-Modus)   | 3/5 | 19/128         | 22,00            | Kassel-Söhrewald, Hoher Meißner, Habichtswald, Göttingen/Espol |
| 28    | 530            | MEDIA BROADCAST (RTL Group)                              | - RTL HD - VOX HD - SUPER RTL HD - RTL II HD - n-tv HD - RTL NITRO HD - Tele 5 HD | 10       | D                                         | V                                          | 64-QAM (32k-Modus)   | 2/3 | 1/16           | 27,6             | Kassel-Söhrewald, Habichtswald                                 |
| 25    | 506            | MEDIA BROADCAST (ProSiebenSat.1 Media)                   | - SAT.1 HD - ProSieben HD - kabel eins HD - SIXX HD - Pro7 MAXX HD - SAT.1 Gold HD - Sport1 HD | 10       | D                                         | V                                          | 64-QAM (32k-Modus)   | 2/3 | 1/16           | 27,6             | Kassel-Söhrewald, Habichtswald                                 |
| 48    | 690            | MEDIA BROADCAST                                          | Substream 0: - Disney Channel HD - N24 HD - DMAX HD - Eurosport 1 HD - nickelodeon HD - test - QVC HD - HSE24 HD - Bibel TV HD Substream 1: - freenet.TV Info - ssu (System Software Update service) | 10       | D                                         | V                                          | 64-QAM (32k-Modus)   | 2/3 | 1/16           | 27,6             | Kassel-Söhrewald, Habichtswald                                 |

### Ehemaliges Analoges Fernsehen (PAL)
Nach der Umstellung auf DVB-T in Nordhessen am 29. Mai 2006 fand vom Sendeturm Söhrewald keine Ausstrahlung von Fernsehsignalen mehr statt. Zuvor wurde in analogem PAL Folgendes gesendet:
| Kanal | Frequenz (MHz) | Programm       | ERP (kW) | Sendediagramm rund (ND)/ gerichtet (D) | Polarisation horizontal (H)/ vertikal (V) |
| ----- | -------------- | -------------- | -------- | -------------------------------------- | ----------------------------------------- |
| 35    | 583,25         | RTL Television | 200      | ND                                     | H                                         |
| 42    | 639,25         | Sat.1          | 200      | ND                                     | H                                         |